# Deportivo Miranda
Deportivo Miranda Fútbol Club (wcześniej Deportivo Italia Fútbol Club, Asociación Deportivo Italia, Deportivo Petare Fútbol Club i Petare Fútbol Club) – wenezuelski klub piłkarski z siedzibą w Caracas.

## Osiągnięcia
- Mistrz Wenezueli (4): 1961, 1963, 1966, 1972, 1999 (jako ItalChacao)
- Wicemistrz Wenezueli (6): 1965, 1968, 1969, 1970, 1971, 1984, 2000 (jako ItalChacao)
- Udział w Copa Libertadores (9): 1964, 1966, 1967, 1969 (ćwierćfinał), 1971, 1972, 1985, 2000 (jako ItalChacao), 2001 (jako ItalChacao)

## Historia
Klub Italia założony został 18 sierpnia 1948. W 1996 nastąpiła zmiana nazwy na Deportivo Chacao, a w 1998 w wyniku fuzji z klubem Deportivo Caracas powstał nowy klub o nazwie Deportivo Italchacao Fútbol Club (w skrócie ItalChacao).
W sezonie 2006/2007 klub powrócił do swej pierwotnej nazwy (Italia).
W 2010 klub zmienił nazwę na Deportivo Petare FC, w 2015 na Petare FC, w 2018 ponownie na Deportivo Petare FC, a w 2023 na Deportivo Miranda FC.